# Холда (Сучава)
Холда (рум. Holda) насеље је у Румунији у округу Сучава у општини Броштени. Oпштина се налази на надморској висини од 646 m.

## Становништво
Према подацима из 2002. године у насељу је живело 836 становника, од којих су сви румунске националности.